# 串木野新港

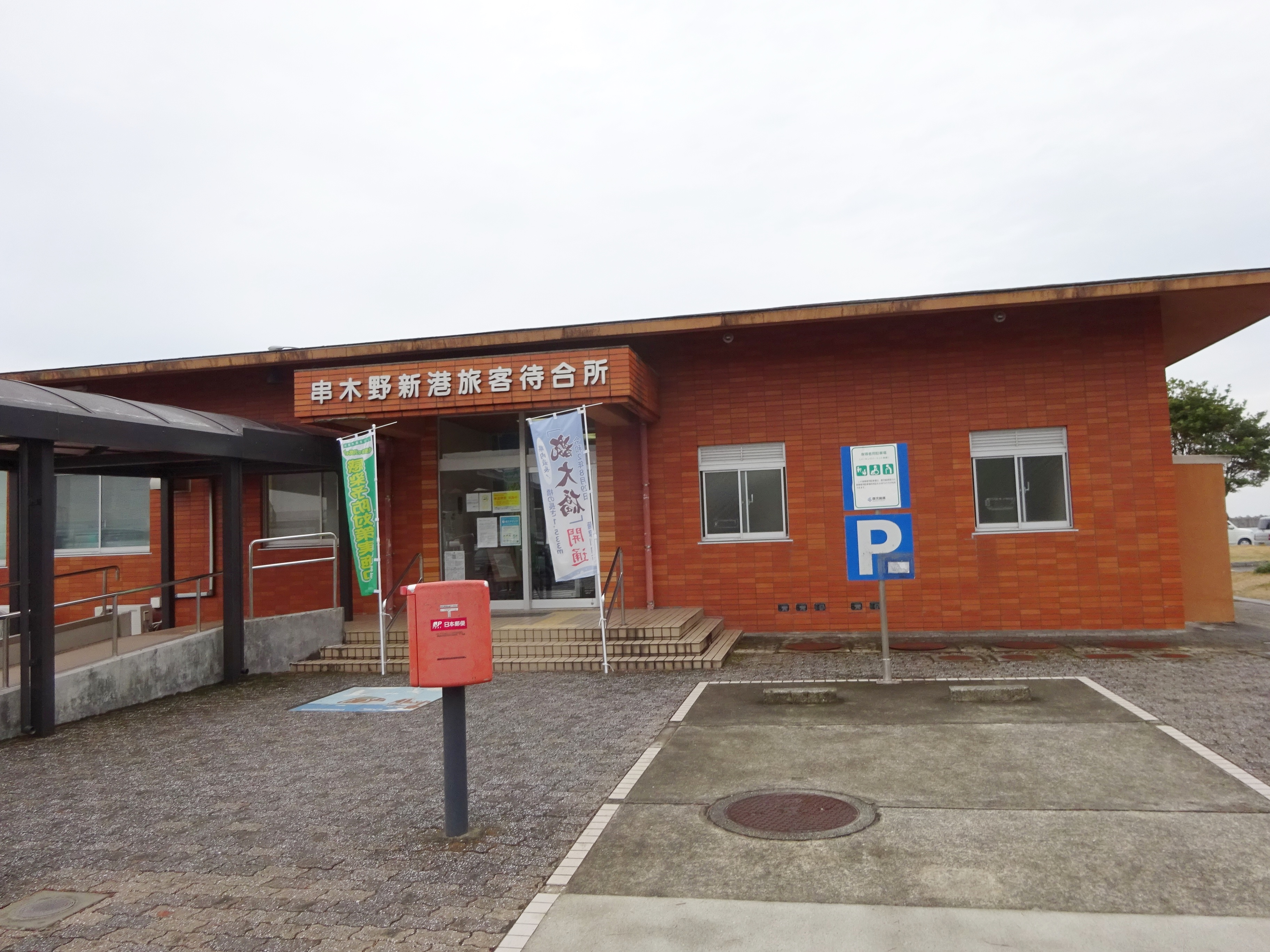
串木野新港旅客待合所

串木野新港（くしきのしんこう）は、鹿児島県いちき串木野市西薩町にある地方港湾。鹿児島県が管理している。

## 概要
薩摩半島北西部の五反田川河口の右岸に位置しており、東シナ海に面している。河口部を挟んだ南側には串木野漁港が存在する。
1975年3月、鹿児島県の管理港湾として港湾区域が指定され、建設が進められた。1976年8月1日に検疫港に指定された。検疫所出張所は1981年4月1日に喜入港と統合され、串木野・喜入出張所となっている。港則法適用港である。
1987年5月から甑島商船のフェリー化により、甑島航路が当港発着となった。高速船も当港を発着していたが、新造船「高速船 甑島」の導入に合わせて、2014年4月より川内港へ移転している。
2015年度の発着数は1,653隻（919,245総トン）、うち外航船は4隻（19,099総トン）、利用客数は137,909人（乗船70,094人、下船67,815人）である。

## 航路

### 甑島商船
- 長浜港→里港→串木野新港→里港→長浜港

フェリーニューこしきが就航している。1日2便を運行する。斜字で示した港は1便のみ寄港する。高速船は2014年4月より川内港発着となった。

## 港湾施設
- -10.0m岸壁（-10m×185m）1バース - 15,000トン級が接岸可能
- -7.5m岸壁（-7.5m×260m）2バース - 5,000トン級が接岸可能
- -5.5m岸壁（-5.5m×390m）4バース - 2,000トン級が接岸可能
- -4.5m岸壁 3バース - 1バースはフェリー用（可動橋1基）
- 屋根付浮桟橋1基